# Iban Mayoz

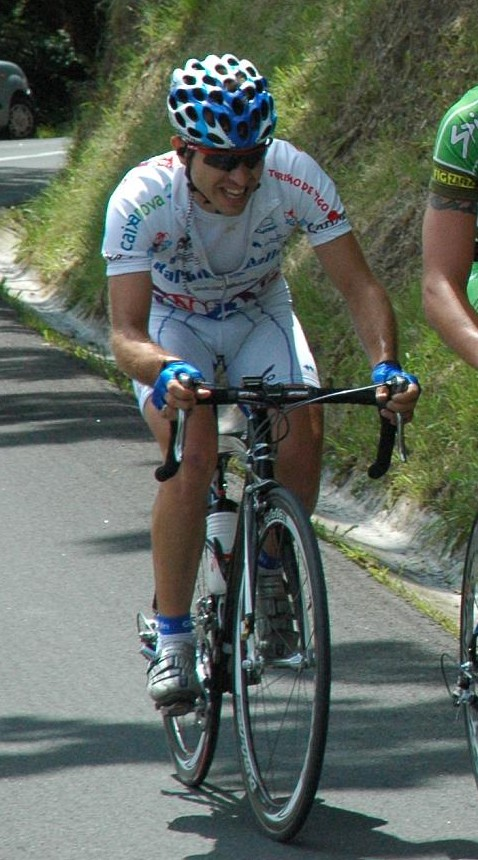

Iban Mayoz Etxeberria (Bilbao, 30 september 1981) is een Spaans voormalig wielrenner.

## Belangrijkste overwinningen
2005
- Sprintklassement Ronde van het Baskenland

## Resultaten in voornaamste wedstrijden
| Jaar | Ronde van Italië | Ronde van Frankrijk | Ronde van Spanje |
| ---- | ---------------- | ------------------- | ---------------- |
| 2006 | 128e             |                     |                  |
| 2007 |                  |                     |                  |
| 2008 |                  |                     | 39e              |
| 2009 | opgave           |                     |                  |
| 2010 | 22e              | opgave              |                  |

| Jaar | Milaan-San Remo | Gent-Wevelgem |  | Wereldranglijsten |
| ---- | --------------- | ------------- |  | ----------------- |
| 2006 |                 | 95e           |  |                   |
| 2007 | 116e            |               |  |                   |
| 2008 |                 |               |  |                   |
| 2009 |                 |               |  |                   |
| 2010 |                 |               |  | 216e (UWK)        |